# Аким Астаны
Аким Астаны  (каз. Астана әкімі) — высшее должностное лицо Астаны, возглавляющее орган исполнительной власти города.

## Первые секретари горкома КПСС
1. Абдуали Сарсембаев 1936-1938 гг
2. Алексинцев, Григорий Васильевич 1939
3. Сеитов, Зубайра послевоенные годы
4. Галущак, Савва Кириллович 1960—1961
5. Клейнгольд, Володар Яковлевич 1963
6. Чернышёв, Александр Иванович (партийный деятель) 1965—1966
7. Ерпилов, Пётр Иванович 1966—1971
8. Павлов, Тимофей Фёдорович 1971-1975?
9. Осипенко, Василий Петрович 1980?-1985

## Председатели горисполкома
1. Чернышёв, Александр Иванович (партийный деятель)
2. Рипхатулла Мухамадиев 1974 -1977
3. Касенгалиев Наушан Тулекович 1980х
4. Асылбекова, Роза Имангалиевна 1981-1987/1985?[1]
5. Алпысбеков Куаныш Махмутович (1985-1986);[2]
6. Омаров, Кайсар Оспанович 1985-1987
7. Булекпаев, Аманжол Куанышевич  (1987—1992)

## Акимы города Астаны с 1991 года
Должность учреждена в 1997 г., до 1997 — аким г. Акмолы, в 2019—2022 гг. — аким г. Нур-Султана.
1. Глава Акмолинской городской администрации, Аким г. Акмолы, Председатель Административного совета Акмолинской СЭЗ (1992—1997): Булекпаев, Аманжол Куанышевич[3]
2. С декабря 1997 года по июнь 2003 года  —  Джаксыбеков, Адильбек Рыскельдинович[4]
3. С июня 2003 по март 2004  —  Досмухамбетов, Темирхан Мынайдарович
4. С марта 2004 по сентябрь 2006 года  —  Шукеев, Умирзак Естаевич
5. 21 сентября 2006 — 4 апреля 2008  —  Мамин, Аскар Узакпаевич
6. 4 апреля 2008 — 22 октября 2014  —  Тасмагамбетов, Имангали Нургалиевич[5]
7. 22 октября 2014 — 21 июня 2016: Джаксыбеков, Адильбек Рыскельдинович[6]
8. 21 июня 2016[7] — 10 сентября 2018  — Исекешев, Асет Орентаевич[8]
9. 11 сентября 2018 — 12 июня 2019  — Султанов, Бахыт Турлыханович[9]
10. 13 июня 2019 года — 8 декабря 2022 года — Кульгинов, Алтай Сейдирович[10]
11. C 8 декабря 2022 года — Касымбек, Женис Махмудович[11]